# Vuelta a los Valles Mineros
Die Vuelta a los Valles Mineros war ein spanisches Etappenrennen im Straßenradsport.
Es wurde erstmals 1965 in der Autonomen Gemeinschaft Asturien im Nordwesten Spaniens ausgetragen.
Er fand jährlich im Juni statt und hierbei wurden das Rennen je nach Austragungsjahr über 3 bis maximal 6 Etappen ausgetragen.
Unter den Gewinnern waren auch Gewinner der Tour de France wie zum Beispiel Lucien Van Impe, Pedro Delgado oder Miguel Indurain. Die meisten Erfolge erzielten bei der Gesamtwertung (jeweils 2) Vicente López Carril und Alberto Fernández sowie bei den Etappensiegen (jeweils 6) Augustín Tamames und Miguel Indurain.
Nachdem es 1996 vermutlich aufgrund von wirtschaftlichen Schwierigkeiten nicht stattfand, wurde 1997 die letzte Austragung absolviert.

## Sieger
| Jahr | Gewinner                 | Zweiter                | Dritter             |
| ---- | ------------------------ | ---------------------- | ------------------- |
| 1965 | Joaquín Galera           | Agustín Tamames        | Luis Ocaña          |
| 1966 | Mariano Díaz             | Manuel Martín Piñera   | Esteban Martín      |
| 1967 | Ginés García Perán       | Luis Pedro Santamarina | Valentín Uriona     |
| 1968 | Eduardo Castelló         | Domingo Fernández      | Manuel Galera       |
| 1969 | Santiago Lazcano         | Vicente López Carril   | José Luis Abilleira |
| 1970 | Ventura Díaz             | Miguel María Lasa      | José Manuel Fuente  |
| 1971 | Vicente López Carril     | Agustín Tamames        | Eduardo Castelló    |
| 1972 | Luis Pedro Santamarina   | Enrique Sahagún        | Andrés Oliva        |
| 1973 | Vicente López Carril     | Dámaso Torres          | José Luis Abilleira |
| 1974 | José Grande              | José Casas             | Ventura Díaz        |
| 1975 | José Martins             | Agustín Tamames        | Luis Ocaña          |
| 1976 | José Luis Uribezubia     | Luis Balagué           | José Casas          |
| 1977 | José Nazábal             | Fernando Mendes        | Jorge Fortià        |
| 1978 | Roque Moya               | José Martins           | Jaime Albisu        |
| 1979 | Ángel Arroyo             | Sebastián Pozo         | Julián Andiano      |
| 1980 | Alberto Fernández Blanco | José Luis Laguía       | Antonio Gonzales    |
| 1981 | Alberto Fernández Blanco | Jorge Fortià           | Antonio Coll        |
| 1982 | Luis Vicente Otin        | Ismael Lejarreta       | Ángel Arroyo        |
| 1983 | Felipe Yáñez             | Ángel Arroyo           | Reimund Dietzen     |
| 1984 | Julián Gorospe           | Iñaki Gastón           | Jesús Blanco Villar |
| 1985 | José Ángel Sarrapio      | Francisco Caro         | Peter Hilse         |
| 1986 | Lucien Van Impe          | Juan Tomás Martínez    | Felipe Yáñez        |
| 1987 | Miguel Indurain          | Roberto Torres         | Roque de la Cruz    |
| 1988 | Federico Echave          | Manuel Cunha           | Roque de la Cruz    |
| 1989 | Laudelino Cubino         | Javier Murguialday     | Federico Echave     |
| 1990 | Jesús Montoya            | Federico Echave        | Fabian Fuchs        |
| 1991 | Gert-Jan Theunisse       | Ronan Pensec           | Federico Echave     |
| 1992 | Alberto Camargo          | William Palacio        | Acácio da Silva     |
| 1993 | Fabio Hernán Rodríguez   | Robert Millar          | Bo Hamburger        |
| 1994 | Massimo Ghirotto         | Francesco Casagrande   | Michele Bartoli     |
| 1995 | Fernando Escartín        | Federico Echave        | Miguel Indurain     |
| 1996 | keine Austragung         |                        |                     |
| 1997 | José Manuel Uría         | David Cañada           | Marino Alonso       |